# 薄片

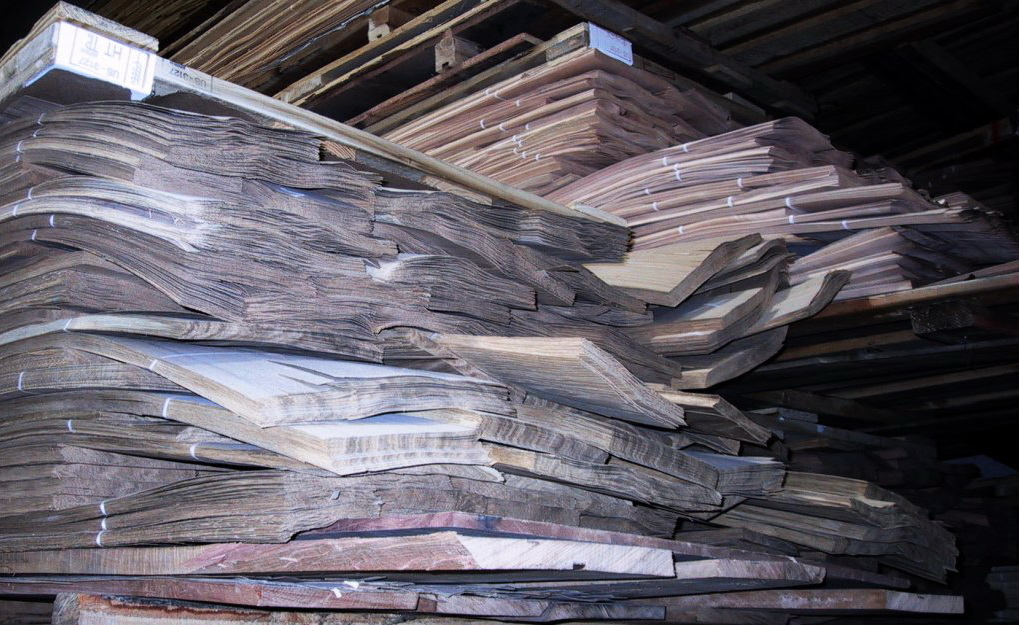

建築材料中所謂的「薄片」，意指將木材依某定向性質予以鉋削所得的薄木片（或薄木皮），以取其花紋或特定用途。英文名稱為“Veneer”；也有某些業者翻成“Film”，但較少見。在中國也常被簡單地稱為“單板”。

## 分類
- 依木質區分：概分為天然木材及人造木材（即科技木，英文Engineered Wood & recon veneer 或Reconstituted Wood）；再依不同木種花色，可再細分之。
- 依切削方式區分：可分為平切（可再細分為直紋取花、山紋取花或隨意花）、旋切、半旋切等。

## 市面常見的薄片
- 人造柚木 MOKU、15條厚: 指的是用多層膠合之人造木材、平切其山紋花、厚度0.15mm。MOKU 是日文，將「木」、「工」兩字相疊而成日文漢字，英文Plane Cut。
- 真花梨 MASA、20條厚: 指的是用緬甸、寮國花梨木，以大鋸台剖成不包心材之直紋角料，經長時間蒸煮軟化其纖維組織後，再以平切方式鉋削成厚度0.20mm所得。MASA也是日文，「正」的意思，即直紋，英文Quarter Cut。

某些木材限於市場性，只能用單一、特別的切削方式，如非洲玫瑰木（Bubinga），往往採用半旋切或弦向平切，以取其山水狀亂花。

## 相關
- 人造板
- 科技木
- 纖維板
- 膠合層集材
- 硬質纖維板
- 美森耐
- 海洋板
- 中密度纖維板
- 定向刨花板
- 刨花板
- Pressed wood